# 特拉維斯縣 (德克薩斯州)
特拉維斯县（英語：Travis County）是位於美国德克萨斯州中部的一個縣，面積2,647平方公里。根據2020年美國人口普查，共有人口1,290,188人。縣治奧斯汀也是州的首府。該郡成立於1840年，縣名以在阿拉莫戰役戰死的威廉·特拉维斯命名。